# حي بن جحلة (المهرة)
حي بن جحلة هو أحد أحياء مديرية الغيظة في محافظة المهرة اليمنية. يبلغ تعداد سكانه 4670 نسمة حسب التعداد السكاني في اليمن لعام 2004.